# 젝스키스
젝스키스(독일어: SECHSKIES)는 대한민국의 4인조 남성 그룹이다.
젝스키스는 독일어로 "6개의 수정"을 뜻한다.
1997년 4월 15일 쇼 뮤직탱크 〈연정 (戀情)〉으로 데뷔하였다. 당시 6인조로 인기 가수 클론, 박미경, 김건모, 노이즈, 신승훈을 키운 작사, 작곡가이자 프로듀서인 김창환에게 발탁된 후 라인음향(미디어라인) 소속으로 활동했다. 2000년 5월 20일 드림 콘서트 공연을 마지막으로 공식 해체되었는데, 2016년 무한도전을 통하여 컴백한 후에는 YG 엔터테인먼트와 계약하여 활동을 재개하였다. 라인음향은 젝스키스 상표권 등록을 신청한 바 없고, YG 엔터테인먼트가 2016년에 젝스키스 상표권 등록을 신청하여 권리를 가지고있다.

## 현&전구성원
- 20년 지기: 장수원&은지원
- 부산즈: 김재덕&이재진
- 재회: 장수원&은지원&고지용
- 이전 구성원: 강성훈

## 음반

### 정규 앨범
- 1집 = 연정 (戀情) (1997년 4월 15일)

주요 수록곡 : "사나이 가는 길(폼생폼사)", "연정", "배신감", "기억해 줄래"
- 2집 = Welcome to the Sechskies Land (1997년 11월 1일)

주요 수록곡 : "기사도", "말괄량이 길들이기", "탈출", "거절의 이유", "젝키의 크리스마스", "사랑하는 너에게", "For you"
- 3집 = Road Fighter (1998년 7월 15일)

주요 수록곡 : "Road Fighter", "무모한 사랑", "Say", "Last", "그날까지", "지금이야"
- 4집 = Com'Back (1999년 9월 9일)

주요 수록곡 : "Com'Back", "예감", "뫼비우스의 띠", "그대로 멈춰"
- 5집 = ANOTHER LIGHT (2017년 9월 21일)

주요 수록곡 : "특별해", "웃어줘"
- 데뷔 20주년 기념앨범 THE 20TH ANNIVERSARY (2017년 4월 28일)

주요 수록곡 : "아프지 마요", "슬픈 노래"

### 비정규 앨범
- 3.5집 = Special (1998년 10월 30일)

주요 수록곡 : "커플", "너를 보내며", "기도", "내맘을 알고있니"
- 라이브 앨범 = Sechskies Live Concert (1999년 3월 1일)
- 고별 앨범 = Blue Note (2000년 5월 31일)

주요 수록곡 : "Bye"
- 디지털 싱글 = 세 단어 (2016년 10월 7일)

주요 수록곡: "세 단어"
- 리메이크 앨범 Re-ALBUM (2016년 12월 1일)

주요 수록곡 : "커플", "기사도", "연정"
- 1st 미니앨범 ALL FOR YOU (2020년 1월 28일)

주요 수록곡 : "ALL FOR YOU", "제자리", "꿈"
- 디지털 싱글 = 뒤돌아보지 말아요 (2021년 2월 5일)

주요 수록곡: "뒤돌아보지 말아요"

## 수상 경력
| 연도   | 수상 내역 |
| ------ | --- |
| 1997년 | - 제12회 대한민국 영상음반 대상 본상 - KMTV 가요대전 신인상 - 제8회 서울가요대상 10대 가수상 - MBC 한국가요제전 10대 가수상 - SBS 가요대전 10대 가수상 |
| 1998년 | - 제13회 대한민국 영상음반 대상 본상수상 - KMTV 가요대전 인기가수상 - 서울가요대상 본상 - 서울가요대상 대상 - MBC 가요제전 30세 미만의 국민이 뽑은 인기 가수상 - KBS 가요대상 청소년 부문 올해의 가수상 - SBS 가요대전 10대 가수상 - 대한민국 연예 예술상 - 남자 부문 청소년 중창 가수상 |
| 1999년 | - KBS1 사랑의 리퀘스트 감사패 수상 - 대한민국 영상음반 대상 본상 - KMTV 가요대전 본상 - 서울가요대상 본상 - MBC 10대 가수 가요제 10대 가수상 - KBS 가요대상 본상 - SBS 가요대전 10대 가수상                                                                                              |
| 2016년 | - 2016 멜론 뮤직 어워드 명예의 전당 - 골든 디스크 베스트 남성그룹 퍼포먼스상 - 서울가요대상 본상 |
| 2017년 | - 제6회 가온차트 뮤직 어워드 K-POP 공헌상 |
| 2018년 | - 제7회 가온차트 뮤직 어워드 이달의 음원상 (9월) |

### 가요 프로그램 1위
| 연도             | 수상 내역 (총 38회) |
| ---------------- | --- |
| 1997년 (총 2회)  | - 기사도 (총 2회) - 12월 7일 SBS 《TV가요20》 1위 12월14일생방송sbsTv가요201위 - - 12월 21일 SBS 《TV가요20》 1위 |
| 1998년 (총 16회) | - 기사도 (총 2회) - 1월 4일 SBS 《TV가요20》3주연속1위 - 1월 11일 SBS 《TV가요20》 1위 (4주연속첫왕중왕) - Crying Game (총 1회) - 7월 7일 KBS 《뮤직뱅크》 MVP - Road Fighter (총 5회) - 7월 28일 KBS 《뮤직뱅크》 MVP - 8월 4일 KBS 《뮤직뱅크》 MVP (2주 연속) - 8월 18일 KBS 《뮤직뱅크》 MVP (통산 3주) - 8월 23일 SBS 《인기가요》 1위 - 8월 30일 SBS 《인기가요》 1위 (2주 연속) - 무모한 사랑 (총 5회) - 9월 8일 KBS 《뮤직뱅크》 MVP - 9월 15일 KBS 《뮤직뱅크》 MVP (2주 연속) - 9월 27일 SBS 《인기가요》 1위 - 10월 11일 SBS 《인기가요》 1위 (통산 2주) - 10월 20일 KBS 《뮤직뱅크》 MVP (통산 3주) - 커플 (총 3회) - 11월 10일 KBS 《뮤직뱅크》 MVP - 12월 19일 MBC 《음악캠프》 1위 - 12월 20일 SBS 《인기가요》 1위      |
| 1999년 (총 16회) | - 커플 (총 4회) - 1월 2일 MBC 《음악캠프》 1위 - 1월 3일 SBS 《인기가요》 1위 (2주 연속) - 1월 9일 MBC 《음악캠프》 1위 - 1월 16일 MBC 《음악캠프》 1위 (3주 연속, BEST OF BEST, 통산 4주)5주연속1위 - 너를 보내며 (총 1회) - 1월 26일 KBS 《뮤직뱅크》 MVP - Com' Back (총 6회) - 8월 31일 KBS 《뮤직뱅크》 MVP - 9월 7일 KBS 《뮤직뱅크》 MVP (2주 연속) - 9월 12일 SBS 《인기가요》 1위 - 9월 19일 SBS 《인기가요》 1위 - 9월 21일 KBS 《뮤직뱅크》 MVP (통산 3주) - 9월 26일 SBS 《인기가요》 1위 (3주 연속, 트리플 크라운) - 예감 (총 5회) - 10월 5일 KBS 《뮤직뱅크》 MVP - 10월 19일 KBS 《뮤직뱅크》 MVP - 11월 7일 SBS 《인기가요》 1위 - 11월 9일 KBS 《뮤직뱅크》 1위 (통산 3주) - 11월 21일 SBS 《인기가요》 1위 (통산 2주) |
| 2017년 (총 3회)  | - 아프지 마요 (총 3회) - 5월 12일 KBS 《뮤직뱅크》 1위 - 5월 13일 MBC 《쇼 음악중심》 1위 - 5월 20일 MBC 《쇼 음악중심》 1위 (2주 연속) |
| 2020년 (총 1회)  | - All For You (총 1회) - 2월 6일 M.net 《엠카운트다운》 1위 |

## 약력

### 주요 활동 일지

#### 1997년
- 1997년 4월 15일 : 방송 데뷔 (KMTV 쇼! 뮤직탱크)
- 1997년 5월 15일 : 1집 앨범 발매
- 1997년 7월 21일 : 팬클럽 미디어라인 노.클.젝 1기 창단식
- 1997년 10월 31일 : 2집 컴백 첫방송 (SBS 충전 100% 쇼)
- 1997년 11월 15일 : 2집 앨범 발매
- 1997년 12월 4일 : 스포츠서울 주최 《서울가요대상》본상 수상
- 1997년 12월 14일 : 《대한민국영상음반대상》본상 수상,
- 1997년 12월 14일 : KMTV 《가요대전》신인상 수상
- 1997년 12월 21일 : 첫 단독 콘서트 (서울 세종문화회관, 2회)
- 1997년 12월 28일 : SBS 《가요대전》10대가수상 수상
- 1997년 12월 30일 : KBS 《가요대상》본상 수상
- 1997년 12월 31일 : MBC 《한국가요대제전》 10대가수상 수상

#### 1998년
- 1998년 1월 11일 : SBS 인기가요 첫 왕중왕
- 1998년 1월 30일 : 젝스키스 결성 1주년 기념식 (과천시민회관)
- 1998년 2월 22일 : 앵콜 콘서트 (올림픽체조경기장)
- 1998년 2월 28일 ~ 1998년 4월 5일 : 전국투어콘서트 (부산, 울산, 광주, 부천, 대구, 대전)
- 1998년 4월 25일 ~ 1998년 5월 5일 : 뮤지컬 '알리바바와 40인의 도적' 공연 (세종문화회관)
- 1998년 5월 5일 : 청와대 초청 특별공연
- 1998년 7월 5일 : 3집 컴백 첫방송 (SBS 인기가요)
- 1998년 7월 17일 : 영화 '세븐틴' 개봉
- 1998년 7월 22일 : 3집 앨범 발매
- 1998년 10월 31일 : 스페셜 앨범(3.5집) 발매
- 1998년 11월 3일 : 스페셜 앨범(3.5집) 첫방송 (KBS 뮤직뱅크)
- 1998년 12월 5일 : 《대한민국영상음반대상》본상 수상
- 1998년 12월 6일 : KMTV 《가요대전》 본상 수상
- 1998년 12월 18일 : 스포츠서울 주최 《서울가요대상》본상, 대상 수상 (공동 대상 H.O.T.)
- 1998년 12월 24일 : 젝키의 크리스마스 콘서트 (부산 사직야구장)
- 1998년 12월 27일 : SBS 《가요대전》10대가수상 수상
- 1998년 12월 30일 : KBS 《가요대상》올해의 가수상 수상
- 1998년 12월 31일 : MBC 《가요제전》30세 미만의 국민이 뽑은 인기가수상 수상

#### 1999년
- 1999년 2월 6일 : 울산콘서트 (KBS홀, 2회)
- 1999년 2월 21일 : 대구콘서트 (경북대학교)
- 1999년 2월 25일 ~ 1999년 2월 27일 : 서울콘서트 (KBS 88체육관)
- 1999년 3월 20일 : 콘서트 라이브 앨범 발매
- 1999년 4월 18일 : 젝스키스 데뷔 2주년 기념 행사 및 팬클럽 창단식 (올림픽체조경기장)
- 1999년 8월 29일 : 4집 컴백 첫방송 (SBS 인기가요)
- 1999년 9월 7일 : 4집 앨범 발매
- 1999년 9월 23일 : 대만 앨범 발매
- 1999년 10월 11일 : 자서전 출간
- 1999년 10월 18일 : MBC 라디오 젝키의 FM플러스 첫방송
- 1999년 11월 30일 : 베이징 공연 (제 1회 한중가요제)[5]
- 1999년 12월 5일 : 평양 공연 (2000년 평화친선음악회)
- 1999년 12월 11일 : KMTV 《가요대전》본상 수상
- 1999년 12월 14일 : 스포츠서울 주최 《서울가요대상》본상 수상
- 1999년 12월 16일 : 《대한민국영상음반대상》본상 수상
- 1999년 12월 30일 : KBS 《가요대상》본상 수상
- 1999년 12월 31일 : SBS 《가요대전》본상 수상
- 1999년 12월 31일 : MBC 《10대가수가요제》30세 미만의 국민이 뽑은 인기가수상 수상

#### 2000년
- 2000년 1월 2일 : 4집 마지막 방송 (SBS 인기가요)
- 2000년 1월 12일 : 데뷔 1000일 기념 파티
- 2000년 2월 28일 : 서울콘서트 (올림픽체조경기장)
- 2000년 4월 16일 : MBC 라디오 FM플러스 마지막 방송
- 2000년 5월 18일 : 젝스키스 해체 기자회견 (서울 인터콘티넨탈호텔)
- 2000년 5월 20일 : 고별무대 (드림콘서트, 잠실 주경기장)
- 2000년 5월 31일 : 고별앨범 발매 (Blue Note)
- 2000년 7월 31일 : 'Thanks' 발표 (디지털 싱글)

#### 2016년
- 2016년 4월 14일 : 16년만의 재결합 게릴라 콘서트 (MBC 무한도전, 서울월드컵경기장)
- 2016년 9월 10일 ~ 2016년 9월 11일 : 16년만의 단독 콘서트 Yellow Note (올림픽체조경기장)
- 2016년 10월 7일 : 16년만의 신곡 '세 단어'(디지털 싱글) 발표
- 2016년 11월 19일 : 2016 MelOn MUSIC AWARDS, '명예의 전당' 수상
- 2016년 12월 1일 : '2016 Re-ALBUM' 음원 공개 (12월 6일 앨범 발매)
- 2016년 12월 4일 : '2016 Re-ALBUM' 컴백 첫 방송 (SBS 인기가요)
- 2016년 12월 10일 : 전국 투어 콘서트 Yellow Note Tour (대구 EXCO)
- 2016년 12월 24일 ~ 2016년 12월 25일 : 전국 투어 콘서트 Yellow Note Tour (부산 BEXCO)

#### 2017년
- 2017년 1월 13일 : 《골든 디스크》남자그룹 퍼포먼스상 수상
- 2017년 1월 19일 : 《서울가요대상》 본상 수상
- 2017년 1월 21일 ~ 2017년 1월 22일 : 앵콜 콘서트 Yellow Note Final in Seoul (서울 잠실실내체육관)
- 2017년 4월 28일 : 데뷔 20주년 기념앨범 <The 20th Anniversary> 발매 (신곡 '아프지 마요', '슬픈 노래' 수록)
- 2017년 7월 15일 : 재결합 이후 첫 공식 팬클럽 팬미팅 <Yellowkies Day> (SK올림픽핸드볼경기장)
- 2017년 9월 21일 : 정규 5집 <Another Light> 발매 (신곡 '특별해', '웃어줘' 등 수록)
- 2017년 9월 23일 : 2017 SECHSKIES 20TH ANNIVERSARY CONCERT (고척스카이돔)
- 2017년 12월 29일 ~ 2018년 1월 6일 : 2017 SECHSKIES 20TH ANNIVERSARY CONCERT TOUR (광주, 고양, 부산, 대구)

#### 2018년
- 2018년 1월 18일 : 영화 '에이틴' 개봉
- 2018년 10월 13일~14일 : 젝스키스 콘서트 <지금. 여기. 다시> (올림픽체조경기장)

#### 2020년
- 2020년 5월 15일~

tvn 삼시네세끼 출연

## 콘서트

### 단독 콘서트
| 날짜             | 콘서트명                 | 개최지     | 개최국   | 장소                         |
| ---------------- | ------------------------ | ---------- | -------- | ---------------------------- |
| 1997년 12월 21일 | 첫 단독 콘서트           | 서울특별시 | 대한민국 | 세종문화회관                 |
| 1998년 2월 22일  | 앵콜 콘서트              | 서울특별시 | 대한민국 | 올림픽체조경기장             |
| 1998년 2월 28일  | 부산콘서트               | 부산광역시 | 대한민국 | KBS홀                        |
| 1998년 3월 8일   | 전국투어콘서트           | 울산광역시 | 대한민국 | KBS홀                        |
| 1998년 3월 14일  | 전국투어콘서트           | 광주광역시 | 대한민국 | 구동체육관                   |
| 1998년 3월 22일  | 전국투어콘서트           | 부천시     | 대한민국 | 부천실내체육관               |
| 1998년 3월 28일  | 전국투어콘서트           | 대구광역시 | 대한민국 | 우방타워랜드                 |
| 1998년 4월 5일   | 전국투어콘서트           | 대전광역시 | 대한민국 | 엑스포 아트홀                |
| 1998년 12월 24일 | 크리스마스 콘서트        | 부산광역시 | 대한민국 | 사직야구장                   |
| 1999년 2월 6일   | 울산콘서트               | 울산광역시 | 대한민국 | KBS홀                        |
| 1999년 2월 21일  | 대구콘서트               | 대구광역시 | 대한민국 | 경북대학교                   |
| 1999년 2월 25일  | 서울콘서트               | 서울특별시 | 대한민국 | KBS 88체육관                 |
| 1999년 2월 26일  | 서울콘서트               | 서울특별시 | 대한민국 | KBS 88체육관                 |
| 1999년 2월 27일  | 서울콘서트               | 서울특별시 | 대한민국 | KBS 88체육관                 |
| 2000년 2월 28일  | 서울콘서트               | 서울특별시 | 대한민국 | 올림픽체조경기장             |
| 2016년 9월 10일  | Yellow Note              | 서울특별시 | 대한민국 | 올림픽체조경기장             |
| 2016년 9월 11일  | Yellow Note              | 서울특별시 | 대한민국 | 올림픽체조경기장             |
| 2016년 12월 10일 | Yellow Note              | 대구광역시 | 대한민국 | 엑스코                       |
| 2016년 12월 24일 | Yellow Note              | 부산광역시 | 대한민국 | 벡스코                       |
| 2016년 12월 25일 | Yellow Note              | 부산광역시 | 대한민국 | 벡스코                       |
| 2017년 1월 21일  | Yellow Note              | 서울특별시 | 대한민국 | 잠실실내체육관               |
| 2017년 1월 22일  | Yellow Note              | 서울특별시 | 대한민국 | 잠실실내체육관               |
| 2017년 9월 23일  | 20TH ANNIVERSARY CONCERT | 서울특별시 | 대한민국 | 고척스카이돔                 |
| 2017년 12월 9일  | 20TH ANNIVERSARY CONCERT | 광주광역시 | 대한민국 | 광주여대 유니버시아드 체육관 |
| 2017년 12월 23일 | 20TH ANNIVERSARY CONCERT | 고양시     | 대한민국 | 킨텍스                       |
| 2017년 12월 24일 | 20TH ANNIVERSARY CONCERT | 고양시     | 대한민국 | 킨텍스                       |
| 2017년 12월 30일 | 20TH ANNIVERSARY CONCERT | 부산광역시 | 대한민국 | 벡스코                       |
| 2018년 1월 6일   | 20TH ANNIVERSARY CONCERT | 대구광역시 | 대한민국 | 엑스코                       |

## 논란
2000년 5월 20일, 조영구 리포터는 젝스키스의 마지막 콘서트를 취재하고 있었다. 그런데 젝스키스 팬들이 조영구 리포터의 그랜저 XG 차를 미디어라인 김창환 프로듀서의 차로 생각하여 박살내버렸다. 뿐만 아니라 차 안에 있던 조영구의 옷가지나 소지품 등도 훔쳐갔다. 이로 인해 현장에서 몇 명의 고교생 팬들이 경찰에 잡혀 파출소로 연행되었는데, 조영구가 차마 학생들을 처벌해달라고 할 수가 없어서 그냥 차비까지 줘가며 집에 보냈다고 훗날 토크쇼에서 밝혔다. 정식으로 보험처리를 하려면 일단 학생들을 처벌해야 했는데 차마 그럴 수 없었다고 한다. 이후 팬클럽에서 공식적으로 조영구에게 사과를 했다. 그리고 팬클럽에서 보상금도 모금했는데 30만원 밖에 모금이 안돼서, 보상은 젝키 소속사 김창환 프로듀서에게 받았다고 한다. 당시 수리비 견적이 1100만원이 나왔고, 1100만원 전액 김창환 프로듀서가 보상했다고 밝혔다. 당시 그랜저 XG의 신차 가격은 2000만원 정도였다. 보관됨 2016-09-24 - 웨이백 머신
한편 2016년 5월 12일 MBC 능력자들에 젝스키스 팬이 출연했는데, 당시 팬들이 조영구 차에 대한 보상을 해주었다고 발언하였다. 2016년 5월 13일 tvn 신서유기2에 출연한 은지원은 위 사건에 대해, 회사에서 더 좋은 차로 배상 받은 이야기는 빼놓고 매번 차가 부서졌다는 얘기만 강조하며 '피해자 코스프레를 하고 있다'는 발언을 했다.
이후 조영구는 2016년 5월 31일 KBS 1대 100에 출연해, 팬들에게 보상을 받은 적도 없고 새 차를 받은 적도 없다고 정면으로 반박했다. 당시 김창환 프로듀서로부터 1100만원 수리비를 받았을 뿐이라고 밝혔다.
은지원은 2016년 6월 MBC 라디오스타에 출연해, 자신이 잘못 알고 있었다며 조영구와 전화통화를 하여 오해를 풀었다고 밝혔다.

## 해체 이유

### 멤버들의 발언
2000년 5월 젝스키스는 기자회견을 갖고 해체를 선언하였다. 이후 각 멤버들이 방송에 출연하면 해체 이유에 대한 질문이 자주 나왔다. 그 증언들이 아래 정리되어있다.
2001년 3월 22일 국민일보와의 인터뷰에서 은지원은 다음과 같이 말했다. "해체될 즈음 기획사에 불만이 많았던 건 사실이에요. 원하는 음악을 하지 못한 채 끌려다니는 생활에 지친 거죠. 어차피 젝키로 영원히 갈 수는 없었고, 인기 절정에서 헤어지자는 공감대가 형성됐어요. 솔직히 해체 때만큼은 H.O.T 뒤를 따라가고 싶지 않았거든요. 기획사 역시 같은 생각이었겠죠." "기획사에 대한 불만이 직접적인 원인이 됐지만 어찌됐건 젝키는 멤버와 기획사가 합의해서 해체됐어요."
2005년 Mnet의 한 방송에서 이재진은 당시 미디어라인을 나와 다른 소속사와 계약해 젝스키스 그룹을 이어가려 했는데 소속사에서 강제해체 시켰다고 발언했다. 이후 "또 나는 다른 친구들 의견을 되게 존중하는 편이고, 하도 그러니까, 확고하니까, 어쩔 수 없이" 라고 발언하였다. 강제로 해체 당했다는 본 발언은 후술하는 다른 멤버들의 발언 내용과 상반된다.
2008년 11월 28일 한국일보와의 인터뷰에서 은지원은 다음과 같이 말했다.
- 결국 젝스키스로 데뷔했잖아요.

전부 H.O.T 때문이에요.
- 무슨 말이죠.

하와이에서 함께 온 (강)성훈이 하고 데뷔를 준비했어요. 그런데 H.O.T가 인기를 모으면서 제 모든 계획은 무너졌죠. 4명을 추가해서 젝스키스로 데뷔했으니까요. 그렇다고 H.O.T가 밉진 않아요. 사실 전 요즘도 '젝스키스' 멤버들 보다 H.O.T 생각이 더 나요. 요즘도 (문)희준이를 보면 '짠한' 마음이 들어요. 동병상련이랄까요
- 젝스키스 활동이 싫었겠어요.

제 의견을 정말 (손가락 마디를 보이며) 요만큼도 안 냈어요. 어차피 제가 하고 싶었던 음악이 아니었으니까요. 단 1%도 안 보여드렸죠. 솔직히 거부하기에는 판이 너무 커졌죠. 젝스키스가 그렇게 잘될 줄 누가 알았겠어요.
- '젝스키스' 멤버 중에 혼자서 활동하면서 구심점이 되고 있어요.

처음에는 팬들이 절 얼마나 욕했는데요. 저 때문에 '젝스키스'가 해체됐다고 믿고 계세요. 다들 재결합 하기를 원했는데 그것도 제가 막았다는 얘기도 나왔죠. 당시 멤버들 의견이 통일이 안됐어요. 아쉽죠. 그래도 지금은 추억으로 남는 게 좋은 것 같아요. 다시 나왔다가 잘 안되면 가지고 있던 추억도 없어지는 거잖아요.
2011년 1월 22일 방송된 KBS 2TV '백점만점' 녹화에서 은지원은 "젝스키스 활동 당시 리더인 내가 먼저 팀을 해체하자고 말을 꺼냈다"며 "대중들과 팬들로부터 큰 사랑을 받으며 박수를 받고 있을 때 떠나는 것이 맞다고 생각했다. 다른 멤버들 또한 같은 생각이었지만 말을 꺼내기 힘들었을 거란 생각에 리더인 내가 총대를 메고 먼저 말을 꺼낸 것"이라고 밝혔다. 또 은지원은 "서로 잘 되기 위해 해체를 한 것이다. 그러나 2000년 젝스키스 은퇴 무대에서 눈물 흘리는 팬들을 보며 더해볼까라는 생각도 했다. 그러나 그 팬들마저 없어질 수 있다는 생각에 해체를 결심했다"고 당시 심경을 고백했다.
2012년 2월 28일 방송된 KBS 2TV 승승장구에서 은지원은 해체에 대해 다음과 같이 말했다. '언젠가는 우리가 헤어져야 될때가 온다. 하지만 인기가 없어져서 어쩔 수 없이 해체하는 것 보다는 최고로 잘되고 있을 때 그만두자'라고 생각했다고 한다. 멤버들과 상의해보니 전원 동의를 해서 일이 그렇게 진행됐다고 한다. 누구 한명이라도 반대를 했으면 해체를 안했을 것이라고 밝혔다.
2013년 3월 13일 방송된 라디오스타에서 김재덕 각자 하고 싶었던 음악이 달라서 해체하게 됐다고 밝혔다. 한편 이 날 방송에서 그동안 소문으로 돌던 멤버간 빈부격차에 대한 이야기도 나왔다. 강성훈, 고지용, 은지원이 잘 살았고 명품을 애용했긴 하지만, 그래도 딱히 괴리감은 없었다고 말했다. 다만 "저희가 좀 배고팠으면 해체를 안 하지 않았을까 라는 생각도 한다”고 말하며 “배고팠으면 더 끈끈하지 않았을까 한다”고 이야기했다.
2013년 12월 10일 방송된 QTV 미소년통신에서 은지원과 장수원은 해체에 대해 다음과 같이 말했다. // 장수원: 그쪽(소속사)에서 저희를 원하지 않았던 것 같아요. // 은지원: 참 직설적이야. 그게 아니라 우리는 재계약이고 뭐고를 떠나서, 해체하자라고 이야기 했어. // 장수원: 그쪽(소속사)에서 강제로 (해체를) 시킨 것은 아니에요. 저희끼리 생각이 있었던 것을 그렇게 한거지, 그쪽에서 '해체해'라고 하진 않았어요. // 은지원: 근데 나는 회사 책임도 있다고 봐. 지금에서야 10만장 나가면 대박이라는데, 4집 50만장 나갔다고 "망했어" 이러면 누가 하고 싶겠어. 나는 김 빠지는거지. 그러면서 "더 망가지 전에 빨리 박수칠 때 떠나야겠다."라는 생각을 했던 거지. 그래서 (멤버들에게) 얘기를 해보고 또 그 얘기에 동의를 해서 진행이 됐던 것 같아.
2014년 1월 7일 방송된 Mnet 비틀즈코드3D에서 장수원은 해체 이유에 대해, 회사에서 해고당한건 아니고 멤버들간에 하고 싶은 음악적 색깔이 맞지 않고 회사랑 갈등도 있어서 해체했다고 밝혔다. 음악적 색깔 문제의 경우 그냥 한 말은 아닌 것으로 보인다. 2013년 6월 11일 20세기 미소년에서 김재덕은 은지원에게 "형, 사실은 우리 때가 지금 때 같았으면 해체하지 않고 각자의 음악 스타일을 할 수 있었는데, 그때는 그 시대가 그게 아니었잖아. 무조건 함께였잖아. 함께가 아니면 안되는 시기였으니까. 그러니까 좀 아쉽지. 그때 해체하지 않고 원하는 음악들을 할 수 있었더라면 참 좋았을거란 생각이 들어."라고 말했고, 은지원은 "그러니까 진짜 그게 안 돼서 마음이 아프다."라고 답했다. 은지원은 전술한 2008년 한국일보 인터뷰에서도 음악적 방향이 달라 힘들었었다는 뜻을 내비쳤다.
2015년 1월 24일 방송된 MBC 세바퀴에서 장수원은 해체에 대해 다음과 같이 말했다. "99년도 말이 해체 이야기가 오고가던 타이밍이었다. 가장 중요한 것은 멤버들이 음악적으로 하고 싶은 장르가 달랐던 점이다. 회사와 약간의 트러블도 있었다. 지금 생각해보니까 약간의 빈부격차도 있었던 것 같다."
2015년 1월 27일 방송된 tvn 택시에서 김재덕, 장수원이 출연했을 때 해체에 대한 일을 말했었다. 김재덕은 반대하긴 했지만 회사(미디어라인) 사람들도 있고 멤버들도 있으니 그 의견이 그렇게 전해지진 않았다고 밝혔다. 장수원은 해체를 썩 받아들이는 입장은 아니었지만, 다들 그런 분위기로 가고 있어서 자기가 나선다고 상황이 바뀔 것 같지 않았다고 말했다. 이런 장수원을 보고 김재덕은 '얘는 관심이 없다'고, 강성훈은 분위기 맞춤형이었다고 회상했다.
2015년 5월 19일 방송된 EBS 리얼극장에서 강성훈은 해체에 대해 다음과 같이 밝혔다. "나레이션: 팬들의 강력한 반대에도 불구하고 성훈씨는 해체를 심각하게 받아들이지는 않았습니다. / 강성훈: 정상에 있을 때 해체를 하자고 멤버들하고 최종적으로 좋게 합의가 되었었어요. 근데 그 당시 '쟤네 해체했잖아' 이 말 듣는게 너무 두려웠던 것 같아요. '더 이상 젝키가 존재하지 않는다'라는 말을 누군가로부터 듣는 것이 버틸 수가 없었던 것 같아요."
2016년 4월 16일 방송된 MBC 무한도전에서 은지원은 컴백 앨범 판매량이 떨어진 것에 대해 소속사에서 망했다고 하는 것이 너무 화가 나 홧김에 해체했다고 밝혔다. 강성훈은 이 정도일 때쯤 해체를 해야지 팬들에게 실망을 안 주는 격이 된다며, 어린 마음에 그런 생각이 강하게 잡혔다고 한다. 김재덕은 해체에 반대하는 마음이 컸다고 하고, 장수원도 그렇게 해체하고 싶지는 않았다고 한다.
2016년 6월 1일 방송된 MBC 라디오스타에서 발언한 내용에 따르면, 젝키 멤버 간 사이는 좋았고, 김창환 프로듀서와의 관계가 아니라 본인들과 가장 가깝게 붙어지내던 매니저와의 사이가 나빴다고 한다. 또한 기획사의 홀대에도 불만이 있었다고 밝히며 당시 젝스키스와 관련이 없는 소속사의 관심과 사랑이 핑클에게 옮겨지면서 우리는 홀대받은 것 같았다는 섭섭함을 토로했다. 그리고 해체할 때쯤 회사에서 은지원과 강성훈은 남으라는 얘기를 했다고 밝혔다. 하지만 나머지 멤버들과 의리도 있으니 회사를 나왔다고 한다. 이에 대해 순순히 놔줬냐는 질문이 나왔고, "당시에 계약서를 쓰지 않고 활동했다"고 답했다. 그리고 "나머지 3명은 어떻게 되는거냐"는 질문이 나왔고, "저희 셋은 당시 이미 떠날 준비를 하고 있었다"고 답했다.
2016년 4월 16일 무한도전에서 이재진은 해체를 막기 위해 지방으로 도망쳐서 잠수를 탔다고 밝혔고, 그 때문에 해체 예정일이 한달 넘게 미뤄졌음을 고백했다. 멤버들은 이 사실을 이날 방송을 통해 알게되어 매우 놀라워했다.
전술한 바와 같이 2005년 이재진이 한 발언(강제로 해체 당했다)과 나머지 멤버들의 발언(강제로 해체 당하지 않았다)이 상반된다. 이후 2016년 10월 17일 인터뷰에서 5명이서 다같이 해체에 대해 이야기할 기회를 갖게 됐다. 그 내용은 다음과 같다.
- 해체 당시를 떠올려 볼까요?
- 지원 "3.5집과 정규 4집까지 성적이 나쁘진 않았지만 이제부터 내려갈 일만 남았다는 생각이 들었어요. 그래서 한참 인기 많을 때 해체하는게 맞다고 생각했고 물론 동의하지 않는 멤버도 있었고요."
- 재진 "동의 못 했어요. 동의하지 않은 채로 해체됐죠.(웃음)"
- 지원 "과반수가 문제에요. 과반수 이상이 동의를 해 해체했어요."
- 성훈 "지금 돌이켜보면 그때 해체하지 않았으면 지금 이 자리도 없었고 더한 특별함도 없었겠죠."

일각에서는 멤버간의 불화설이 원인으로 대두되었지만, 멤버들의 사이는 좋았다고 밝혔다. 2015년 1월 중앙일보와 인터뷰에서 장수원은 다음과 같이 말했다. "젝스키스 활동이 그립나? - 물론이다. 그때 인기가 그립다기 보다는 그 시절, 여섯 명이 함께였던 때가 그립다. 물론 당시에 스케줄도 정말 많고 바빴지만, 차안에서 멤버들끼리 수다 떨면서 스케줄 하러 갔던 게 꼭 소풍가는 기분이었다. 놀면서 일하는 기분이었다. 피곤하긴 했지만 정말 재밌었다." 2016년 6월 1일 방송된 MBC 라디오스타에서도 멤버들간의 사이는 문제가 없었다고 답했다.

### 정리
해체에 대한 위 멤버들 발언을 정리해보면 다음과 같다.
- 은지원

회사와의 갈등 및 불만(김창환이 아니라 매니저와 사이가 안 좋았다고 함). 하고 싶던 음악적 방향이 젝키 음악과 달랐음. 회사가 4집이 망했다는 소리를 하자 욱하는 마음에 해체한 면이 있음. 정상에 있을 때 박수받으며 떠나는 것이 좋다고 생각해 해체를 제안함. 멤버들 중 과반수가 해체에 찬성함.
- 강성훈

정상에 있을 때 해체해야지 실망을 안 주는 격이 된다고 판단함. 정상에 있을 때 해체를 하자고 멤버들하고 최종적으로 좋게 합의가 되었음.
- 이재진

회사와의 결별을 원했으나, 회사가 강제로 해체시킴(그리고 해체 의향의 멤버들 의견도 확고). 원래 해체는 2000년 4월 예정이었으나, 이재진 본인이 도주하는 바람에 5월로 미뤄짐. 그 정도로 해체를 완강하게 반대함.
- 김재덕

해체에 반대함. 하지만 회사 사람들도 있고 멤버들도 있으니 그 의견이 그렇게 전해지진 않았다고 밝힘. 이재진과 달리 해체로 결론이 나자 수긍하고 따름.
- 장수원

속마음은 해체를 하고 싶진 않았음. 다만, 다들 그런 분위기로 가고 있어서 자기가 나선다고 상황이 바뀔 것 같지 않았음. 미디어라인과의 갈등(젝키와 관련 없는 DSP의 핑클로 관심이 옮겨짐)과 음악적 성향 차이 문제도 있었음. 회사가 강제로 해체시킨 것은 아님.

## 정산 금액에 관한 멤버들의 발언
정산에 대해 멤버 본인이 방송에서 밝힌 바를 보면 다음과 같다.
2011년 2월 28일자 방송된 KBS 2TV '밤이면 밤마다'에서 은지원은, 젝키 활동 당시 철없는 나이여서 연예인 병에 걸려 버는 돈보다 더 썼음을 밝혔다. 멤버 동생들도 옷이며 악세사리며 명품을 사고 명품차를 탔는데, 말도 안 되는 거지만 서로 그런 걸 따라가게 되고 따라하고 싶어져서, 치장하는데 돈을 더 썼다고 한다.
2013년 3월 여성동아와의 인터뷰에서 이재진은 다음과 같이 말했다..
원문: 그런 이미지 때문에 ‘돈 필요하지?’ 하면서 접근하는 사람들이 많았어요. 그런데 정작 그때는 경제적인 어려움에서 벗어난 상태였거든요. 젝스키스 데뷔 후 몇 개월 만에 부모님께 집을 사드리고도 남을 만큼 벌었으니까요. 하지만 늘 저희 집 가정 형편이 엄청 어려운 것처럼 방송에서 그려지곤 했어요. 정작 저에게 가수 활동으로 벌었던 돈은 무척 큰돈이었고, 부모님께 전부 드려서 차곡차곡 모아왔었죠. 두 분이 돌아가신 지금도 그 돈은 그대로 남아 있으니까요. (중략) 다큐멘터리를 찍은 적이 있었어요. 집에 가서 라면을 끓여 먹으라는 둥, 버스를 타라는 둥, 학교에 가서 양치질을 하라는 둥, 엉뚱한 주문을 많이 했죠. 누군가에게는 일상적인 일인데, 연예인이 양은 냄비 뚜껑에 라면을 덜어 먹다 흘리고, 버스를 타려다가 사람들 시선이 두려워 택시를 타고 양치질도 학교에서나 가서 할 수 있다는 상황으로 만들어가더라고요(웃음).
2013년 4월 30일 방송된 QTV 20세기 미소년에서 은지원은, 자기는 젝키 활동 당시 오히려 돈을 많이 썼다며, 그때 막 철없고 연예인병도 있어서 말도 안되는 명품을 사곤 했다고 한다. 이에 토니안이 "내가 알기로 얘네 수입 괜찮았다"고 말하자, 은지원은 "해체까지 다해서 한명당 2억씩 벌었을걸?"이라고 답했다. 그러면서 "멤버 당 2억씩이라 치면 회사에서 12억을 준거니까, 우리는 되게 많이 벌은 줄 알았다."고 말했다. 그리고 영화 "세븐틴"에서 젝키 멤버 전원의 개런티가 3억원이었다고 밝혔다.
2015년 1월 27일 방송된 tvn 택시에 강성훈, 김재덕, 장수원이 출연했다. 강성훈은 초상권(책받침, 엽서)으로 돈을 많이 벌었다고 밝혔다. 이에 대해 장수원 김재덕은 자기들은 전혀 모르는 일이라고 충격을 받았다. 이에 강성훈은 활동 당시에는 자기도 모르고 있었고, 시간이 흐른 뒤 어머니가 말해줬다고 해명했다. 김재덕은 활동 당시 통장에 얼마까지 찍혀봤냐는 질문에, 돈을 자기가 관리 안하고 부모님께서 관리해서 자기 통장은 5천만원까지 밖에 못봤다고 밝혔다. 장수원은 자신은 아예 통장 자체를 못 봤다고 한다. 자기는 통장이 중요한게 아니라, 행사를 마치고 나면 가끔 매니저한테 이번 것은 부모님께 말하지 말고 우리 용돈 좀 쓰면 안되냐고 협상을 했고, 그럼 현금으로 1인당 300만원을 받았다고 한다. 지금 가치로 천만원 정도라고 밝혔다.
2016년 3월 4일 방송된 MBC 옆집의 CEO들에서 은지원은, 젝스키스의 당시 인기에 비해선 수입이 별로 없었다고 밝혔다. 일단 멤버수도 많았고, 신인 계약이라 수입이 많지 않았다고 설명했다.
2016년 4월 16일 방송된 MBC 무한도전에서 이재진은, 해체 당시 멤버 부모가 모두 회사로 찾아와 정산을 받아갔었다고 말했다.
2016년 6월 1일 방송된 MBC 라디오스타에서 김국진이 수입은 좀 있었냐고 묻자, 장수원과 은지원은 '있었죠'라고 답했고, 이어서 은지원은 '없진 않았죠'라고 말한 후 '100원이라도 수입은 수입이니까 수입은 있었죠'라고 답했다.
2016년 11월 7일 SBS 꽃놀이패 방송에서 이재진은 데뷔하고 1년도 안 돼서 1억 5천 5백만 원 하는 대신동 빌라를 부모님께 사드렸다고 말했다. 그때가 인생에서 가장 행복했었던 순간이라고 밝혔다.

## 정산 규모에 대한 추정

### 멤버들의 발언 정리
- 은지원 : 당시 연예인 병에 걸려 명품을 사느라 버는 돈 보다 더 썼음. 총 2억 벌었다고 추측. 멤버수가 많고 신인인 상태라, 인기에 비해선 수입이 별로 없었음.
- 이재진 : 데뷔 1년차가 되기 전에 1억 5천 5백만원 하는 집을 사고 남을 만큼 범. 나에게 있어선 무척 큰 돈이었음. 본인을 빈곤하게 그린 다큐멘터리 방송은 연출된 것임.
- 장수원 : 행사 한번에 멤버당 페이가 300만원이었음
- 강성훈 : 당시 초상권으로 돈을 많이 벌었음
위 발언들을 보면 은지원의 "총 2억 벌었을 걸"이라는 말과 이재진의 말이 서로 맞지 않는다. 이재진의 말을 정리하면 데뷔하고 1년도 지나기 전에 1억 5천 5백만원 하는 집을 사고도 남을만큼 벌었다는 것이 되는데, 은지원의 말이 사실이라면 1년차 이후 2년 동안 2~3천만원을 벌었다는 말이 되기 때문이다. 그러나 젝스키스는 데뷔 1년 차 이후 3개의 앨범을 더 내고 많은 활동을 하며 큰 인기를 얻은 바 있다. 그리고 전술한 바와 같이 강성훈의 말에 따르면 초상권으로 돈을 많이 벌었다고 하며, 장수원의 말에 따르면 행사 한번에 멤버별 수익이 300만원이었다고 한다. 이에 은지원의 말을 사실로 볼 수 없게 만든다.

### 기타 정황자료
김창환 프로듀서의 소속사 미디어라인이 젝스키스로 어느 정도 수익을 올렸는지에 대해선 공개된 자료가 없는데, 그 규모에 대해 추론할 수 있는 정황들을 보면 다음과 같다.
당시 김건모, 노이즈, 박미경, 클론 등을 키운 김창환 프로듀서의 소속사 미디어라인과 라이벌 관계이자 아이돌 가수 업계 1위였던 SM엔터테인먼트의 매출액과 순이익을 보면 다음과 같다. 97년도는 매출액 16억원 순이익 2억원, 98년도는 매출액 53억원 순이익 9억원, 99년도는 매출액 125억원 순이익 31억원, 2000년도는 매출액 140억원 순이익 12억원을 기록했다.
그리고 1990년대 말 가수 소속사가 얼마를 버는지에 대해서는 동아일보 1999년 9월 29일자 기사에 자세히 나와있다. 이에 따르면 S.E.S.가 98년 11월부터 99년 3월까지 2집 활동을 해서 소속사가 버는 금액은 다음과 같다. 2집 음반이 70만장 판매되어 얻는 수입이 10억 5천만원이라고 한다. 즉 앨범 한장에 1500원을 벌 수 있다. 그리고 행사 및 광고 수입 1억 5천만원 등이 더해져, 총 수입이 13억원이라고 한다. 여기서 비용인 3억 5천만원을 빼면 9억 5천만원이 남는다. 이 9억 5천만원을 SM엔터테인먼트와 S.E.S.가 나눠가지게 된다. 젝스키스는 97년 4월 데뷔해 2000년 5월 해체할 때까지 4장의 정규 앨범과 1장의 스페셜 앨범을 발매한 바 있다.
이외 전술한 바와 같이 젝스키스 멤버 전원이 찍었던 영화 "세븐틴"에서 젝키의 개런티가 3억원이라고 한다. 소속사가 정상적으로 업계 관행에 맞게 지급했다면 다음과 같은 계산 과정을 거친다. 일단 멤버가 6명이니 1인당 5천만 원이 떨어지고, 신인배우의 업계 통상 수익배분은 경비를 제외하고 기획사와 5대5로 나눈다. 경비 외에 세금까지 떼면 1인당 2천만원에 못 미치는 액수를 받을 수 있었다. 실제 이렇게 지급했는지는 밝혀진 바 없다. 참고로 오늘날 출연료 6억 정도 받는 톱 배우의 경우, 소속사와 수익 배분율이 7대 3 또는 8대 2정도로 많이 받는데, 경비를 제외하고 세금(3억원 까지는 38.5%, 3억원 초과 부분은 41.8%)까지 떼면 배우가 손에 쥐는 금액은 2억원을 조금 넘는 수준이라고 한다.
한편 이상호 기자의 2001년 7월 시사매거진 2580에서는 "젝스키스 멤버 부모: 콘서트로 돈을 받은 적이 없다. 99년 11월 이후 (9개월 간) 93만 원 받았고, 그 후로 한 푼도 못 받았다."라고 방송한 바 있다. 이에 따르면 젝키는 마지막 9개월 간 단돈 93만원을 벌었다는 말이 되나 여기에는 왜곡이 있다. 이 내용은 1년전인 2000년 피자의 아침 취재 당시 젝키 부모가 이런 발언을 했었다는 내용을 증거자료로 쓴 것인데, "앨범판매 대금"이란 단어를 빼서 인용하고 있다. 원본 내용을 보면 다음과 같다. "일단은 콘서트로 돈을 받은적이 없다는 얘기구요. 그리고 수당식으로 앨범판매 대금은 작년 11월 이후 93만원 이후에 받지 못했다. 그리고 대만에 내다 판 CD판매대금도 한푼도 못받았다." 즉, "앨범판매대금 항목"에 관해서 99년 11월 이후 93만원을 받았다는 이야기다. 젝스키스의 마지막 정규앨범은 99년 9월 9일에 발매됐다. 앨범 발매 3개월 이후면 판매 증가분이 거의 없을 상황이다. 전술한 바와 같이 해체 당시만 해도 멤버 부모들이 회사로 모두 찾아와 정산을 받아갔다고 한다. 그리고 콘서트로 돈을 받지 못했다는 부분도, 경찰 조사 결과는 무혐의가 나왔다.
이상호 기자는 이 취재 도중 미디어라인 김창환 프로듀서로부터 한동안 살해 협박을 받았고, 그때는 말을 못했지만 실제로 테러 시도도 있었다고 2016년 12월 본인 페이스북에서 밝혔다. 2000년 8월 4일자 시사프로 피자의 아침에서 경찰이 미디어라인 전 매니저와 젝스키스 멤버 부모를 상대로 미디어라인의 탈세 혐의에 대하여 조사하고 있다는 사실을 보도하였다. 한 경찰 관계자는 수사과정에서 회사 측에서 부모에게 수 천만원을 전달하며 입막음하여 수사가 어렵다는 사실을 밝혔다.
당시 미디어라인 측은 해당 프로그램이 지나치게 팬클럽 입장에서 편파적으로 보도됐다면서, 일일이 대응하지 않는 것이 기본 입장이라고 밝혔다. 그리고 방송 내용은 사실 무근이라고 밝혔다. 실제로 경찰이 음반판매대금의 미지급, 콘서트 이익금 미지급, 행사 수익금 미지급, 팬클럽의 부실관리, 김창환 프로듀서에 의한 은지원과 강성훈에 대한 폭행여부 등에 대해 조사를 하였으나, 무혐의로 내사종결되었다. 전술한 부모의 발언을 보면 콘서트 금액을 받지 못했다고 했는데, 경찰 조사 과정에서 부모에게 수 천만원이 전달됐고 결과적으로 무혐의가 나왔다.
기타 NRG 노유민이 과거 1달에 1억 5천만원을 벌었다고 방송에서 말한 것이 널리 퍼지게 되었는데, 천명훈이 잘못된 정보라고 밝혔다. 그렇게 벌지 못했으며, 방송의 재미 때문에 말을 부풀린 것이라고 한다. 이외 H.O.T. 1집 정산 금액이 1억2천만원이라는 것도 잘못된 정보다. 2011년 2월 28일 SBS 밤이면 밤마다 방송 때문에 나온 말인데, 해당 방송을 정확히 보면 다음과 같다. H.O.T.가 15억짜리 광고를 찍었을 당시, 문희준이 1억 2천을 주고 어떤 집을 샀다고 했을 뿐이다. 그 집이 이후 10억으로 올랐다고 한다.

## 16년만의 재결합
해체 16년만에 MBC 무한도전 토요일 토요일은 가수다 시즌2의 주인공으로 선정되어 특별 공연을 가졌다.
2016년 5월 11일 YG 엔터테인먼트와 5인(은지원, 이재진, 김재덕, 강성훈, 장수원)은 전속계약을 체결하고 16년만에 가요계에 완전히 컴백하게 되었다.
2016년 6월 1일 MBC 라디오스타 출연을 시작으로, 6월 10일 KBS 유희열의 스케치북에서 재결합 후 첫 음악방송 무대를 가졌으며, 6월 19일에는 SBS 판타스틱 듀오에 출연하기도 했다.
2016년 9월 10일과 11일 이틀간 옐로 노트 콘서트를 진행했다. 서울 올림픽공원 체조경기장에서 2만여 명의 관객을 동원했다. 이날 콘서트를 통해 신곡 '세 단어'를 처음 선보이기도 했다.
2016년 10월 7일에는 16년만의 신곡인 '세 단어'가 디지털 싱글로 공개되었다. '세 단어'는 2016년 41주차 가온차트 디지털, 다운로드, BGM 부문에서 3관왕을 달성한 후 10월 월간 디지털 차트 1위에 올랐다. 2016년 11월 19일, 젝스키스는 2016 MelOn MUSIC AWARDS에서 '명예의 전당 (Hall of Fame)' 을 수상하여 17년만에 가요시상식 무대에 섰다.
2016년 12월 1일에는 젝스키스의 1997년~2000년까지의 활동 당시 가장 많은 사랑을 받았던 명곡 10곡을 YG에서 편곡을 해 재 녹음해서 발표한 Re-ALBUM이 발매됐다.
젝스키스는 2016년 12월 10일 대구에서, 그리고 12월 24일과 25일 부산에서 2016 옐로 노트 투어를 이어갔다. 2017년 1월 21일과 22일에는 서울 잠실 실내체육관에서 '2017 젝스키스 옐로 노트 파이널 인 서울'을 진행하였다.
2017년 1월 13일에는 제31회 《골든 디스크》남자그룹 퍼포먼스상을 받았으며, 2017년 1월 19일에는 제 26회 《서울가요대상》에서 "세 단어"로 본상을 수상하였다.
2017년 4월 28일에는 데뷔 20주년을 기념한 THE 20TH ANNIVERSARY 앨범을 발매하였다.
2017년 9월 21일에는 정규 5집 ANOTHER LIGHT 앨범을 발매하였다.

## 같이 보기
- 제이워크
- YG 엔터테인먼트